# 南部區 (博茨瓦納)
南部區（英語：Southern District）是博茨瓦納的一個區，位於該國南部，南鄰南非共和國。面積28,470平方公里，2001年人口186,831人。首府卡內。下分4次區。